# Sphagneticola trilobata
Sphagneticola trilobata là một loài thực vật có hoa trong họ Cúc. Loài này được (L.) Pruski miêu tả khoa học đầu tiên năm 1996.

## Liên kết ngoài

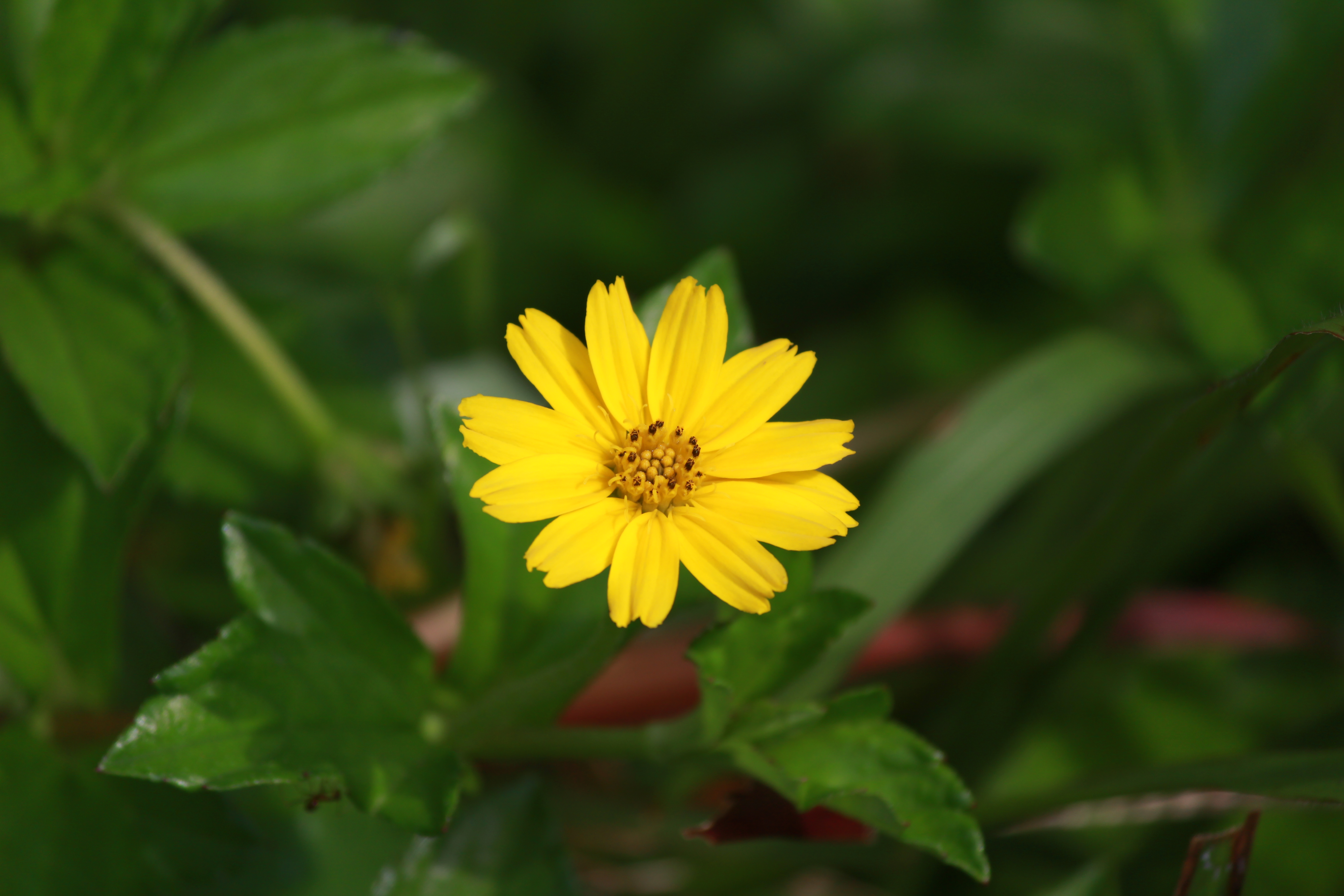
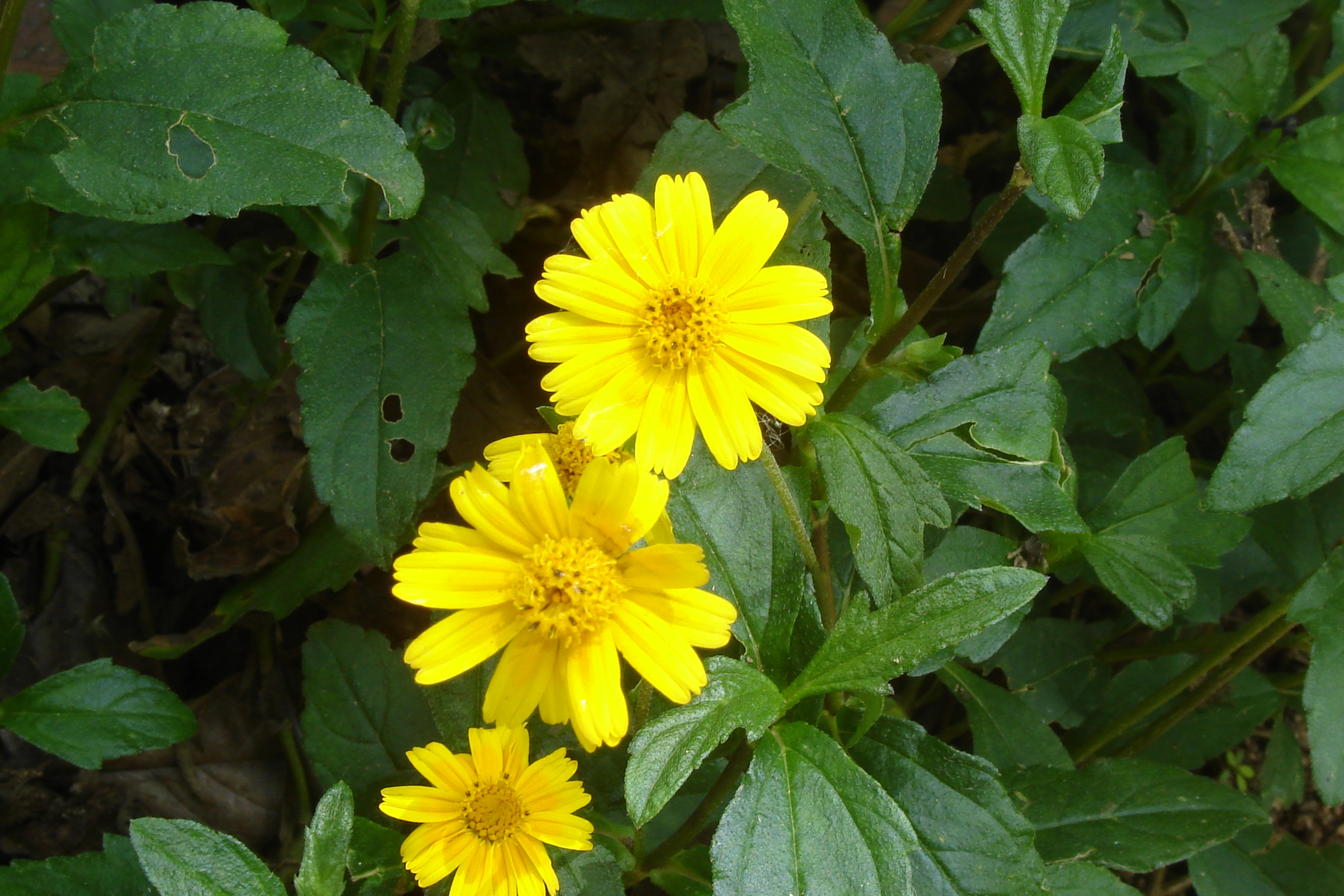